# Silent PC
El Silent PC tiene como fin conseguir computadoras más silenciosas.
El ruido en las computadoras es para muchos un problema. El constante aumento en la potencia y prestaciones de las computadoras ha provocado que las mismas generen mucho más calor, y por consiguiente se han tenido que desarrollar métodos de enfriamiento que generalmente generan ruido. 
De esta forma esta nueva corriente, por lo menos nueva en países de habla hispana, busca reducir el ruido que generan las computadoras, para de esa manera integrarla de una forma más armoniosa al hogar.
Los sistemas para generar menos ruidos son numerosos, ventiladores más grandes que envían más corriente de aire pero girando menos, por lo que hacen menos ruidos. Grandes disipadores que se encargan de absorber el calor generado por los componentes del PC y otros sistemas más elaborados como el enfriamiento por agua o water cooling, entre otros.
Algunos fabricantes especializados en productos silenciosos son Antec y Zalman.